# Gabrielle Rosenthal
Pour les articles homonymes, voir Bernheim et Rosenthal.
Gabrielle Bernheim Rosenthal, née le 15 août 1881 à Nancy et morte le 29 mai 1941 à Paris, est une essayiste, poétesse et historienne de l'art française. Ses écrits portent notamment sur l’aménagement intérieur et sur des formes d’expression artistique liées à la sphère domestique.

## Biographie
Gabrielle Bernheim naît en 1881 à Nancy. Elle est la nièce du critique d'art et inspecteur des Beaux-arts Roger Marx. Orpheline à l'âge de sept ans, elle reçoit éducation bourgeoise dans un pensionnat catholique de Neuilly.
Plus tard, elle assiste en auditrice libre aux cours de la faculté des lettres de l'université libre de Nancy. Durant cette période, elle fréquente plusieurs intellectuels et artistes lorrains, notamment Émile Gallé et le médecin Hippolyte Bernheim, qui fait partie de sa famille étendue.
Le 2 août 1904, elle épouse Léon Rosenthal, normalien, agrégé d’histoire et historien de l’art. Elle partage avec lui un intérêt pour l’art social, dans la lignée des idées de son oncle Roger Marx. Engagée avec lui à la Section française de l'Internationale ouvrière (SFIO), elle quitte le parti en octobre 1918, après le 15e congrès national, en désaccord avec la direction de sa ligne politique.

## Carrière artistique et engagement
En 1907, Gabrielle Rosenthal collabore avec son mari sur une monographie consacrée à Vittore Carpaccio.
Par la suite, elle coécrit, à nouveau avec son mari, un article intitulé « Le foyer harmonieux », publié en 1917 dans Les Arts français. Le texte traite de principes d’aménagement intérieur, dans une perspective esthétique, morale et sociale des arts décoratifs.
En 1918, elle publie un article dans La France libre, appelant à la création d’un « service obligatoire féminin » pour diffuser les savoirs d’hygiène, d’économie domestique et de puériculture dans toutes les classes sociales.
En 1924, dans un compte rendu du Salon des artistes décorateurs, elle critique l’accent mis sur le luxe, dénonçant l’absence d’un art accessible et utile à une société marquée par la précarité : « est-ce là le Salon d’une démocratie où tant de foyers sont en ruine […] ? » (Les Arts français, 1924, p. 2).
Gabrielle Rosenthal développe également une activité littéraire. Dans Par amour (1926), elle publie le poème « Au Louvre », qui interroge le rôle du regard et du critique dans la reconnaissance publique des artistes. Ce texte, comme d’autres poèmes dédiés à Edmond Aman-Jean, Claudius Linossier ou Mela Muter (Trente-cinq poèmes suivis du Voyage d’Italie, 1936), témoigne de son intérêt et de ses réflexions sur la création artistique.

## Réception et postérité
Le parcours de Gabrielle Rosenthal illustre certaines modalités d’engagement féminin dans le champ intellectuel au début du XXe siècle. Son activité, conjointe à celle de son époux, s’inscrit dans un contexte où les femmes historiennes de l’art sont plus fréquemment associées à l’étude des arts domestiques ou décoratifs.

## Prix et distinctions
- 1922 : Prix Carlier de l'Académie française pour Le livre de la jeune fille : Memento des connaissances pratiques nécessaires dans la vie, avec M. Dolidon, Léon Rosenthal, Mlle Musalé, Maria Vérone, Georges Lhermitte[7]
- 1924 : Prix Montyon de l'Académie française pour L’Initiation[8]

## Œuvres
- Carpaccio, biographie critique, H. Laurens, 1907Écrit avec Léon Rosenthal.
- L'Éveil, Société du Mercure de France, 1908, 155 p.
- Le livre de la jeune fille : Memento des connaissances pratiques nécessaires dans la vie, Larousse, 256 p.Écrit avec M. Dolidon, Léon Rosenthal, Mlle Musalé, Maria Vérone, Georges Lhermitte. Vers 1920. Prix Carlier de l'Académie française 1922.
- L'Initiation, Éditions du Monde nouveau, 1923Prix Montyon de l'Académie française 1924.
- Avec amour, 1926, 35 p.
- Trente-cinq poèmes, suivis du Voyage d'Italie, C. Bloch, 1936, 133 p.
- Gabrielle Bernheim Rosenthal : journal, 1897-1932, Éditions universitaires de Dijon, 2014, 659 p.  (ISBN 9782364410732)Présentation et commentaires de Claude Bremond, préface de Bertrand Tillier